# П'ятомиколаївка
П'ятомикола́ївка — село в Україні, в Онуфріївській селищній громаді Олександрійського району Кіровоградської області. Населення становить 134 осіб.

## Населення
Згідно з переписом УРСР 1989 року чисельність наявного населення села становила 154 особи, з яких 62 чоловіки та 92 жінки.
За переписом населення України 2001 року в селі мешкали 134 особи.

### Мова
Розподіл населення за рідною мовою за даними перепису 2001 року:
| Мова       | Кількість | Відсоток |
| ---------- | --------- | -------- |
| українська | 133       | 99.25%   |
| російська  | 1         | 0.75%    |
| Усього     | 134       | 100%     |